# Бангалор
Бангало́р, также Бенгалу́ру (канн. ಬೆಂಗಳೂರು, МФА: ['beŋgəɭuːru]о файле, англ: МФА: [ˈbæŋgəloːɾ]о файле) — крупный город и административный центр на юге Индии, расположенный на плоскогорье Декан, в юго-восточной части штата Карнатака, столицей которого он является. По численности населения — третий по величине город и пятая агломерация в Индии.
Это один из наиболее динамично развивающихся городов Азии, крупнейший в стране научный и индустриальный центр, выпускающий продукцию машиностроения, электроники, аэрокосмической отрасли, телекоммуникационного оборудования и оборонной промышленности. Кроме того, Бангалор часто называют «индийской кремниевой долиной» за большое количество компаний, связанных с информационными технологиями. Здесь также находятся университет, Институт наук Индии и Национальная лаборатория аэронавтики. Учитывая всё возрастающую экономическую роль Бангалора в мире, «CNN» в 2007 году обозначила этот город как «одно из наиболее привлекательных мест для ведения бизнеса в странах третьего мира».
Основателем современного Бангалора считается местный вассал и глава небольшого поселения Елаханка (ныне — пригород Бангалора) Кемпе Гоуда I, в 1537 году построивший на этом месте глиняную крепость и объявивший её провинцией Виджаянагарской империи. Его наследник — Кемпе Гоуда II — установил четыре сторожевые башни по периметру селения, тем самым обозначив его границы. Во времена британского владычества город быстро рос и стал центром колониального правления на юге Индии. Развитию города способствовало строительство здесь британского военного городка в 1806 году, привлёкшего большое количество иммигрантов со всех уголков страны. После провозглашения независимости Индии в 1947 году княжество Майсур, на территории которого располагался город, было преобразовано в штат, и Бангалор получил статус его столицы. В 1973 году штат Майсур был переименован в Карнатаку. Сегодня это быстрорастущий город со множеством высших образовательных учреждений и научно-исследовательских институтов; по уровню грамотности Бангалор занимает второе место в Индии.

## Этимология
Местные жители, говорящие на языке каннада, издревле называют это место Бенгалу́ру (Bengalūru), а название «Бангалор» город получил во времена британского правления — таким образом английские колонисты переиначили его на свой лад.
С именем города часто связывают красивую легенду о «варёных бобах» (канн. Bendha KaaLu) и «деревне» (канн. ooru) — в совокупности это словосочетание созвучно слову Бенгалуру. Согласно этой легенде, правитель Хойсала Вира Баллала II (1173—1220) заблудился в местном лесу и в поисках выхода случайно наткнулся на одинокую хижину. Хозяйка дома, пожилая женщина, в качестве угощения смогла предложить правителю лишь варёные бобы и воду. В благодарность о гостеприимстве старушки правитель решил назвать это место «деревней варёных бобов» (BendhakaaLooru). Другая теория связывает это слово с названием дерева кино малабарский (Pterocarpus marsupium), на местном наречии название которого звучит как вен-кай (Ven-kai).
В действительности, название города более древнее, чем времена правления Виры Баллалы II — как минимум на несколько столетий. Наиболее раннее дошедшее до нашего времени упоминание относится к IX веку — выдолбленная надпись на «геройском камне» (в индийской культуре монумент в честь геройски погибшего воина), обнаруженном в храме селения Бегур недалеко от города, упоминает о битве в 890 году в местечке под названием Бенгалуру. Надпись, сделанная на древнем варианте языка каннада, гласит, что местечко bengaval-uru, или «город стражников», до 1004 года входил в состав королевства Ганга. Крупнейшая в регионе газета — «The Hindu» — комментирует эту находку следующим образом:

Надпись, относящая нас к 890 году, доказывает, что возраст города Бенгалуру составляет более 1000 лет. Она, однако, остаётся в запущенном состоянии в Храме Парвати Нагешвара в Бегуре недалеко от города… Эпиграфика, сделанная на древнем варианте каннада в IX веке, упоминает битву Бенгалуру, в которой погиб Буттаначетти, слуга Нагатта. Тем не менее об этой надписи сообщил историк Р. Нарасимхачар в сборнике «Epigraphia of Carnatica» (т. 10), но не было сделано ничего, чтобы сохранить её.
Оригинальный текст (англ.)
An inscription, dating back to 890 CE, shows Bengaluru is over 1,000 years old. But it stands neglected at the Parvathi Nageshwara Temple in Begur near the city...written in Hale Kannada (Old Kannada) of the 9th century CE, the epigraph refers to a Bengaluru war in 890 in which Buttanachetty, a servant of Nagatta, died. Though this has been recorded by historian R. Narasimhachar in his Epigraphia of Carnatica (Vol. 10 supplementary), no efforts have been made to preserve it.

11 декабря 2005 года правительство штата Карнатака объявило о переименовании города из «Бангалор» в «Бенгалуру» согласно историческому звучанию, таким образом ответив на аналогичное предложение индийского писателя и лауреата литературной премии Джнянпитх У. Р. Анантамурти (англ. U. R. Ananthamurthy). 27 сентября 2006 года махараджа Бангалора (Bruhath Bangalore Mahanagara Palike) подписал резолюцию об изменении названия, а правительство штата её утвердило. Предполагалось, что официальное переименование состоится 1 ноября 2006 года, однако до настоящего времени этот процесс приостановлен до окончательного подтверждения Министерства внутренних дел Индии.

## История
В древности территория, на которой расположен современный Бангалор, часто попадала под влияние различных культур, исповедовавших то индуизм, то ислам, что, конечно, отразилось на культурном наследии народов, населяющих этот город. В течение нескольких веков область находилась под властью Западной династии Ганга (350—1000 годы н. э.) — до тех пор, пока в 1024 году её не захватила тамильская династия Чола. В 1116 году правитель империи Хойсала Вира Баллала II разбил войска Чола в битве при Талакаде, и земли Карнатака перешли под его правление.
История современного города начинается в 1537 году, когда вассал империи Виджаянагар Кемпе Гоуда I построил здесь глиняную крепость и храм Нанди, назвав это место ганду бхуми («земля героев»). Внутри крепости город был разделён на несколько небольших кварталов, названных пётё (peɪteɪ). Имелось две основных улицы, одна из которых — улица Чиккапётё (Chickkapētē) — протянувшаяся с востока на запад, а вторая — Доддапётё (Doddapētē) — тянулась с севера на юг. На их пересечении сформировалась площадь Доддапётё, сердце современного Бангалора. Наследник основателя Кемпе Гоуда II установил четыре сторожевые башни вокруг крепости, обозначив границы города. В период правления Виджаянагар город также был известен под именами Деварайянагара (Devarāyanagara) и Кальянапура (Kalyānapura, «Процветающий город»). После падения империи город несколько раз переходил из рук в руки. В 1638 году большая армия мусульманского султаната Биджапур под предводительством хана Ранадуллы и при поддержке Шахджи Бхонсле разгромила войска Кемпе Гоуды III, и Шахджи получил город во временное владение в качестве джагира (форма феодального владения, связанная с несением военной службы). В 1687 году генерал моголов Касим-хан разбил войско сына Шахджи Экоджи (Ekoji) и продал Бангалор царю Майсурской династии Шиккадеварадже Вадияру (Chikkadevaraja Wodeyar) (1673—1704) за 300 тыс. рупий.
В 1759 году, после смерти другого правителя династии, Кришнараджи Вадияра II (Krishnaraja Wodeyar II) главнокомандующий майсурской армии Хайдар Али (Hyder Ali) объявил себя правителем территории, основав на этом месте независимое государство Худа-Дад. После смерти Хайдар Али-хана власть над королевством перешла к его сыну, Типу Султану, прозванному «Тигром Майсура». В 1799 году, в ходе четвёртой англо-майсурской войны, Типу-Султан был убит, и захватившие власть британцы восстановили прежнюю индусскую династию, формально передав власть 5-летнему Муммади Кришнараджа Вадияру III. Потеряв независимость, государство получило статус туземного княжества в составе Британской империи, хотя юридически власть оставалась за индусской монархией. В Бангалоре административный контроль перешёл к Магарадже Майсура, а под управлением англичан остался только созданный на территории города военный лагерь. С 1799 года официальной британской резиденцией в княжестве является город Майсур, а с 1804 года Бангалор. В 1843 году Бангалор потерял этот статус, однако приобрёл его вновь в 1881 году и сохранил вплоть до провозглашения независимости Индии в 1947 году. В эти годы британцы для работы в лагере предпочитают нанимать официальных служащих в соседнем округе Мадрас, а не из местных жителей. В 1831 году столица княжества переезжает из Майсура в Бангалор. В годы британского правления город быстро развивался; наряду со строительством лагеря этому способствовало установление телеграфа и строительство железной дороги, соединившей Бангалор с Мадрасом.
В XIX веке Бангалор по существу разделяется на два независимых друг от друга образования — пётё — состоящее главным образом из представителей народа каннара, и военного лагеря, в котором проживали тамилы. В 1898 году город пережил эпидемию бубонной чумы, в результате которой его население сильно сократилось. Во время эпидемии люди стали переезжать на окраины города, пытаясь уберечься от болезни; таким образом возникло два новых района — Маллешвара (англ. Malleshwara) на севере и Басаванагуди (англ. Basavanagudi) на юге. Для координации необходимой медицинской помощи в Бангалор была проведена телефонная связь и назначен медицинский чиновник. В 1906 году, по окончании строительства гидроэлектростанции в небольшом городке Шиванасамудра, Бангалор первым из индийских городов провёл у себя электричество.
Слава Бангалора как «города-сада» берёт своё начало в 1927 году, когда проходили торжества по случаю 25-летия правления Кришна Раджы Вадияра (Krishna Raja Wadiyar IV). Чтобы украсить город, по случаю юбилея были открыты новые парки, построены муниципальные здания и больницы. После обретения независимости в августе 1947 года Бангалор остался в составе вновь образованного штата Майсор, а магараджа Майсора, чей титул стал именоваться Раджпрамукх (Rajapramukh), получил должность его губернатора. В городе стали открываться учебные заведения и образовываться дополнительные муниципальные рабочие места, в результате чего жители штата, относящие себя к народу каннара, стали переезжать в город. Население его стало расти быстрыми темпами, особенно в периоды с 1941 по 1951 и с 1971 по 1981 годы. К 1961 году Бангалор стал шестым по населённости городом Индии, а его население составило 1 207 тыс. человек.
В последующие десятилетия промышленность города продолжает развиваться, в нём строятся заводы таких крупных частных компаний, как «Motor Industries Company» («MICO»; отделение немецкого автомобильного гиганта «Robert Bosch GmbH»). В 1980-е — 1990-е годы Бангалор пережил «строительный бум», в ходе которого крупные участки земли и бунгало времён колониального правления застраивались многоэтажными жилыми зданиями. В 1985 году один из крупнейших производителей электроники — компания «Texas Instruments» — стала первой транснациональной корпорацией, открывшей свой офис в Бангалоре. В конце XX века в городе открылось большое количество компьютерных фирм, благодаря чему его часто стали называть Силиконовой долиной Индии.

## География и климат
Город Бангалор находится на юге Индии, на плоскогорье Декан на высоте около 920 м над уровнем моря. Административно относится к штату Карнатака и является его столицей. Координаты города — 12' 97 сев. широты и 77' 56 вост. долготы, площадь — 741 км². Бо́льшая часть города расположена в районе Бангалор Урбан (Bangalore Urban), сельские окрестности — в районе Бангалор Рурал. Для правительства штата была выделена отдельная территория на земле Бангалор Рурал — сейчас это район Раманагарам (Ramanagaram).
Топографически Бангалор расположен на ровном месте, за исключением небольшого хребта, проходящего через центральные кварталы по направлению с севера на юг. Самая высокая его точка — 962 м над уровнем моря — находится в посёлке Доддабеттахалли (Doddabettahalli) в северной части Бангалора. В черте города крупных водоёмов нет, однако в 60 км к северу от него в холмах Нанди берут своё начало реки Аркавати (Arkavathy) и Пеннар. Небольшая речка Вришабхавати, приток Аркавати, протекает в самом Бангалоре. Через неё и далее через Аркавати проходит большая часть сточных вод города. Канализационная система города, построенная в 1922 году, охватывает площадь в 215 км² и соединена с пятью станциями очистки, расположенными на периферии.
В XVI веке основатель города Кемпе Гоуда I вырыл несколько прудов, чтобы обеспечить население водой. Одним из наиболее известных таких прудов, сохранившихся до нашего времени и в начале XXI века подвергшихся значительной реконструкции, является озеро Кемпамбудхи Кере (Kempambudhi Kere). В первой половине XX века, по распоряжению сэра Мирзы Исмаила, дивана (министра) Майсура (1926—1941 годы), была построена водопроводная станция, снабжавшая город водой с холмов Нанди. Сегодня потребность города в питьевой воде на 80 % восполняется за счёт реки Кавери, а оставшиеся 20 % берутся из водохранилищ Типпагонданахалли (Thippagondanahalli) и Хесарагхатта (Hesaraghatt), построенных на реке Аркавати. Бангалор потребляет 800 млн литров воды в день — больше, чем любой другой индийский город. Несмотря на развитую водопроводную систему, город временами сталкивается с нехваткой питьевой воды, особенно в засушливые летние месяцы. Проведённая в 2005 году случайная выборка проб воздуха в 20 точках показала, что индекс загрязнения атмосферы (AQI) варьирует в пределах от 76 до 314, что говорит о значительном загрязнении окружающей среды в местах концентрации автомобильного транспорта. На территории города имеются несколько озёр и резервуаров, самые крупные из которых — Мадивала (Madivala) и Санки (Sankey), озёра Хеббал (Hebbal) и Улсур (Ulsoor). В илистом и песчаном слоях речных отложений проходят грунтовые воды.
Основная в регионе горная порода — мигматит-гранитный комплекс, или ортогнейс, состоящий из гранита, мигматита и гнейса; состав почвы включает в себя красный латерит, глину и красный мелкий суглинок. Городская растительность большей частью состоит из высоких деревьев, образующих плотный полог листвы, и, в меньшей степени, кокосовых пальм. В городе случаются землетрясения силой до 4,5 балов по шкале Рихтера, хотя Бангалор относится ко второй, стабильной сейсмической зоне.

### Климат
Благодаря своему географическому положению на возвышенности, Бангалор отличается чрезвычайно мягким климатом в течение всего года, хотя в летние месяцы бывают достаточно жаркие дни. Самый прохладный месяц — январь со средней температурой +21,6 °C, самый жаркий — апрель (+27,7). Самая высокая температура — +42,0 °C — была зарегистрирована в апреле 1974 года, самая низкая — +10 °C — в январе 1992 года. Зимние температуры очень редко опускаются ниже +12 °C, тогда как летние в исключительных случаях превышают +36-37 °C. Выпадение осадков регулируется сезонными муссонами — дующими как с океана на материк в северо-восточном направлении, так и в обратном направлении. Самые дождливые месяцы — август, сентябрь и октябрь. В жаркие месяцы довольно часто случаются грозы, иногда вызывая перебои с подачей электроэнергии и наводнения. Самое большое суточное выпадение осадков — 179 мм — было отмечено 1 октября 1997 года.
| Показатель                    | Янв. | Фев. | Март | Апр. | Май  | Июнь | Июль | Авг. | Сен. | Окт. | Нояб. | Дек. | Год  |
| ----------------------------- | ---- | ---- | ---- | ---- | ---- | ---- | ---- | ---- | ---- | ---- | ----- | ---- | ---- |
| Абсолютный максимум, °C       | 33   | 38   | 39   | 42   | 40   | 39   | 33   | 33   | 33   | 33   | 33    | 34   | 42   |
| Средний суточный максимум, °C | 27,9 | 30,7 | 33,1 | 34,0 | 33,2 | 29,4 | 28,2 | 27,8 | 28,4 | 28,2 | 27,2  | 26,6 | 29,6 |
| Средняя температура, °C       | 21,6 | 23,9 | 26,4 | 27,7 | 27,2 | 24,8 | 23,8 | 23,5 | 23,9 | 23,6 | 22,4  | 21,1 | 24,2 |
| Средний суточный минимум, °C  | 15,8 | 17,5 | 20,0 | 21,9 | 21,6 | 20,4 | 19,9 | 19,8 | 19,8 | 19,5 | 17,9  | 16,1 | 19,2 |
| Абсолютный минимум, °C        | 10   | 12   | 13   | 17   | 15   | 18   | 17   | 17   | 17   | 13   | 11    | 11   | 10   |
| Норма осадков, мм             | 2    | 5    | 18   | 54   | 116  | 107  | 117  | 150  | 213  | 169  | 43    | 17   | 1009 |
| Источник: Погода и Климат     |      |      |      |      |      |      |      |      |      |      |       |      |      |

## Население
Изменение численности населения Бангалора (1941—2011)
| Религии в Бангалоре                                                   | Религии в Бангалоре | Религии в Бангалоре | Религии в Бангалоре | Религии в Бангалоре |
|                                                                       |                     |                     | Доля                |                     |
| --------------------------------------------------------------------- | ------------------- | ------------------- | ------------------- | ------------------- |
| индуизм                                                               |                     |                     | 79,4 %              |                     |
| ислам                                                                 |                     |                     | 13,4 %              |                     |
| христианство                                                          |                     |                     | 5,8 %               |                     |
| джайнизм                                                              |                     |                     | 1,1 %               |                     |
| другие*                                                               |                     |                     | 1 %                 |                     |
| Распределение верующих * Включают сикхизм (<0,1 %), буддизм (<0,1 %). |                     |                     |                     |                     |

С населением в 8,5 миллиона человек (2011) Бангалор является третьим по величине городом Индии и восемнадцатым в мире. Бангалор являлся самым быстро растущим городом Индии (после Нью-Дели) в промежуток с 1991 по 2001 год с годовым темпом роста в 38 % в десятилетие. По данным переписи населения 1991 года, основными языками города являлись: каннада (38,38 %), тамильский (21,38 %), телугу (16,66 %), урду (12,65 %), малаялам (2,99 %), хинди (2,64 %). Космополитичность города является результатом миграции населения из других штатов, однако в последние годы это привело к социальной напряжённости между коренным населением и мигрантами. Английский язык также широко употребим.
Согласно переписи населения 2001 года, 79,4 % населения Бангалора являлись индуистами; мусульмане составили 13,4 % населения, христиане и джайны — 5,8 % и 1,1 %, соответственно. Уровень грамотности — 89 %. Около 10 % населения проживает в трущобах (относительно низкая доля в сравнении в другими крупными городами развивающегося мира, такими как Мумбаи (50 %) и Найроби (60 %)).

## Муниципальная власть
| Глава администрации          | С. Дилип Рау (S. Dilip Rau)           |
| Представитель муниципалитета | Др. С. Субраманья (Dr. S. Subramanya) |
| Глава полиции                | Н. Ачута Рао (N. Achuta Rao)          |

Гражданскую власть в Бангалоре представляет муниципалитет, именуемый Брухат Бенгалуру Маханагара Палике (Bruhat Bengaluru Mahanagara Palike, BBMP). Он был сформирован в 2007 году в результате объединения 100 административных районов прежнего Бангалор Маханагара Палике. Помимо самого города, этот государственный орган также подчинил себе 8 окрестных городских советов и 110 деревень.
Законодательная власть — городской совет — состоит из депутатов, именуемых «членами корпорации» и избираемых на всенародном голосовании сроком на 5 лет. Парламент состоит из примерно 150 мест, по одному от каждого административного района города. Должности мэра и председателя городского совета также являются выборными.

## Экономика
С 1996 года в Бангалоре раз в два года проводится международная выставка авиационной техники. Её организовывают Министерство обороны и ВВС Индии.

## Транспорт
- Бангалорский метрополитен

## Достопримечательности
Бангалор богат на достопримечательности. Одной из главных по праву считается Бангалорский дворец. Его строительство было начато в 1862 и закончилось в 1944 году. В 1884 году дворец был куплен Магараджей Майсура — Чамараей Водеяром. В настоящее время находится в собственности потомков королевской семьи.
Здание верховного суда, или Attara Kacheri («восемнадцать канцелярий» в переводе с хинди), памятник готической архитектуры, было построено в 1864 году. Это двухэтажное красное здание, украшенное ионическими колоннами, ярко контрастирует с белоснежным Vidhana Soudha (законодательное собрание штата), стоящим напротив.

## Города-побратимы
- Беларусь: Минск (с 1973)[44]
- США: Кливленд[45], Сан-Франциско[46]

## Отражение в языке
В начале 2000-х годов в английском языке появился неологизм — глагол to bangalore (bangalored) со значением «уволить IT-специалистов и передать их функции фирме-аутсорсеру из Индии в целях экономии на оплате труда» как итог распространённости подобного явления в западных странах.